# Tamara Pyrkova
Tamara Petrovna Pyrkova, coniugata Slidenko (in russo Тамара Петровна Пыркова-Слиденко?; Rostov sul Don, 18 febbraio 1939), è un'ex cestista sovietica.

## Carriera
Con l'Unione Sovietica ha disputato due edizioni dei Campionati mondiali (1964, 1967) e quattro dei Campionati europei (1962, 1964, 1966, 1968).